# 피터한
피터한(1993년 8월 26일 ~)은 오스트리아 국적의 가수다. 2017년 디지털 싱글 '봄 스윙'으로 데뷔했다.

## 방송
- K팝스타 3 - Top18(11위)

## 음반
- 봄 스윙 (2017)
- 비밀의 숲 OST Part.9 (2017)
- 비밀의 숲 OST (2017)
- 이별 그날 (2017)
- 마더 OST Part.2 (2018)
- 마더 OST (2018)
- I LIKE YOU (2018)